# Chajarí
Chajarí è una città dell'Argentina, situata nel dipartimento di Federación della provincia di Entre Ríos. Secondo il censimento del 2001 la popolazione ammonta a 30.655 abitanti.

## Toponimo
Il nome della città deriva da una parola in lingua guaraní che significa "ruscello del chajá". In origine questo era il nome della stazione ferroviaria locale scelto per la presenza in zona di torrenti e ruscelli vicino ai quali vivevano gruppi numerosi di chajás (uccelli tipici del territorio).

## Storia
Fu fondata il 28 maggio 1872 con il nome di Villa Libertad. L'insediamento non avvenne in maniera causale ma fu il risultato di un progetto sviluppato dal governo nazionale e da quello locale per popolare un'area del paese disabitata. Inizialmente la città fu popolata per la maggior parte da immigrati italiani e a partire dal 1876 il governo incoraggiò l'arrivo di nuovi coloni offrendo lotti di terreno coltivabili.
Nel 1889 si insediò il primo governo municipale. Nel 1934 il nome della città fu cambiato in Chajarí, che era quello della stazione ferroviaria della città. La presenza della ferrovia fu molto importante per lo sviluppo dell'insediamento che anche dal punto di vista urbanistico si sviluppò intorno allo scalo ferroviario. Nel 1942 la città fu ufficialmente dichiarata municipio de primera categoría.
Il 21 gennaio 1948 la città fu colpita da un terremoto di magnitudo 5,5 della scala Richter e di intensità pari al VI grado della scala Mercalli, l'epicentro del sisma fu localizzato circa 6 km a sud della cittadina.

## Economia
Le attività principali sono quelle agricole, la più sviluppata è la coltivazione degli agrumi che da lavoro sia come attività agricola sia grazie alle altre attività industriali collegate. Oltre alla coltivazione e all'esportazione della frutta hanno un ruolo importante anche le attività legate allo sfruttamento delle foreste (legname) e l'allevamento. Il commercio e il turismo sono settori in espansione grazie alla stazione termale inaugurata nel 2001.